# Raorchestes menglaensis
Raorchestes menglaensis là một loài ếch trong họ Rhacophoridae. Chúng được tìm thấy ở Trung Quốc và có thể cả Lào.
Các môi trường sống tự nhiên của chúng là vùng đất ẩm có cây bụi nhiệt đới hoặc cận nhiệt đới và sông. Loài này đang bị đe dọa do mất môi trường sống.